# Синджорз-Бей
Синджорз-Бей (рум. Sângeorz-Băi) — місто у повіті Бистриця-Несеуд в Румунії. Адміністративно місту підпорядковані такі села (дані про населення за 2002 рік):
- Валя-Боркутулуй (1299 осіб)
- Кормая (822 особи)

Місто розташоване на відстані 343 км на північ від Бухареста, 29 км на північний схід від Бистриці, 105 км на північний схід від Клуж-Напоки.

## Населення
За даними перепису населення 2002 року у місті проживали 10 200 осіб.
Національний склад населення міста:
| Національність   | Кількість осіб | Відсоток |
| ---------------- | -------------- | -------- |
| румуни           | 9980           | 97,8%    |
| цигани           | 157            | 1,5%     |
| угорці           | 46             | 0,5%     |
| німці            | 13             | 0,1%     |
| українці         | 1              | < 0,1%   |
| росіяни-липовани | 1              | < 0,1%   |
| хорвати          | 1              | < 0,1%   |
| італійці         | 1              | < 0,1%   |

Рідною мовою назвали:
| Мова       | Кількість осіб | Відсоток |
| ---------- | -------------- | -------- |
| румунська  | 10087          | 98,9%    |
| циганська  | 77             | 0,8%     |
| угорська   | 32             | 0,3%     |
| українська | 1              | < 0,1%   |
| німецька   | 1              | < 0,1%   |
| хорватська | 1              | < 0,1%   |
| італійська | 1              | < 0,1%   |

Склад населення міста за віросповіданням:
| Релігія            | Кількість осіб | Відсоток |
| ------------------ | -------------- | -------- |
| православні        | 7461           | 73,1%    |
| п'ятдесятники      | 2009           | 19,7%    |
| греко-католики     | 599            | 5,9%     |
| реформати          | 40             | 0,4%     |
| римо-католики      | 30             | 0,3%     |
| не релігійні       | 12             | 0,1%     |
| бретрени           | 4              | < 0,1%   |
| атеїсти            | 4              | < 0,1%   |
| адвентисти         | 3              | < 0,1%   |
| баптисти           | 2              | < 0,1%   |
| не вказали релігію | 12             | 0,1%     |

## Зовнішні посилання
- Дані про місто Синджорз-Бей на сайті Ghidul Primăriilor [Архівовано 2 лютого 2009 у Wayback Machine.]